# Медресе Саройи Таш
Медресе Саройи Таш (известно также как Тош Сарой; узб. Saroyi Tash madrasasi) — медресе в историческом центре Бухары (Узбекистан), воздвигнутое в XVIII веке в эпоху правления представителей узбекской династии Аштарханидов (или Мангытов). Расположено на улице Самарканд махалли «Кукалдош».
Архитектурный памятник входит в «Национальный перечень объектов недвижимости материального культурного наследия Узбекистана». В настоящее время является объектом туристического показа.
Здание медресе Саройи Таш сохранидось до наших дней в очень плохом состоянии. Государственная программа предусматривала исследование, разборку аварийных участков, конструктивное укрепление и восстановление медресе в 2010 году.